# Julius Wilhelm von Pittler

Porträt – Julius Wilhelm von Pittler

Julius Wilhelm von Pittler (* 21. Juni 1854 in Kirschitten (Kreis Preußisch Eylau), Ostpreußen; † 22. September 1910 in London) war ein preußischer Erfinder und Industrieller.

## Lebenswerk
Als er sieben Jahre alt war, starb sein Vater, der Oberjäger bei Baron von Tettau auf Gut Tolks war. In diesem Alter zeigte von Pittler Interesse für technische Dinge und baute seine ersten Spielsachen selber. Der Baron erkannte diese Begabung nicht und gab ihn in eine Gärtnerlehre nach Elbing. Wegen seiner schwächlichen Konstitution wurde er dort weniger zur harten Gartenarbeit herangezogen und konnte sein zeichnerisches Talent erproben. Der damals 20-Jährige arbeitete als Kunstgärtner weiter.
1876 traf er in Leipzig ein und fand eine Anstellung in der Hütelschen Fahnenfabrik als Freihandzeichner, wo er Stickvorlagen wie Stickmuster, Ornamente, Girlanden und Monogramme entwarf und zeichnete. Dabei lernte er Näh- und Stickmaschinen kennen. 1878 machte er sich mit zwei eigenen Stickmaschinen, die er technisch verbesserte, selbstständig. In dieser Zeit wendete er sich endgültig den Maschinen zu und überließ das Zeichnen den Angestellten. Weiterhin baute er in einer alten Schlosserei eine automatische Tütenfalz- und Klebemaschine, die mehrere tausend Beutel pro Stunde falzte, klebte und bedruckte, welche er 1879 auf der Altonaer Gewerbe- und Industrie-Ausstellung präsentierte. Im Jahr darauf experimentiert er mit dem Schießpulvermotor und einem Omnibus-Dampfmotor mit Einspritzkessel, welchen er zu einem Dampfomnibus mit 20 Sitzen zusammenbaute. Diesen Omnibus-Dampfmotor meldete er am 20. Juli 1880 zum Patent an. 1880 war auch das Jahr seiner zweiten Leipziger Unternehmensgründung – die „Dampfmotorenfabrik W. von Pittler, Elze & Co“. Die Firma existierte bis 1884.
In den Folgejahren widmete er sich Näh- und Stickmaschinen. Im Jahre 1881 konstruierte er Näh- und Stickmaschinen, die er 1886 bis 1894 in Leipzig-Gohlis serienmäßig baute. 1887 erfand von Pittler die Doppelstich-Näh-Stick- und Stopfmaschine.
Im Jahre 1888 konstruierte er eine Universalmaschine zur Metallbearbeitung mit sechs Anwendungsmöglichkeiten und gründete 1889 die Maschinenfabrik Invention, aus der 1895 die Leipziger Werkzeugmaschinenfabrik AG vorm. W. v. Pittler mit einem Stammkapital von 1,2 Millionen Goldmark hervorging. Es folgten weitere Konstruktionen, wie 1890 die Revolverkopf-Maschine, zunächst mit sechs, seit 1894 mit 16 Werkzeuglöchern und 1894 einen schwingender Doppelsupport zur Herstellung von Fahrradnaben und eine Naben-Drehbank, zudem entwarf er bis 1900 zahlreiche Sondermaschinen.

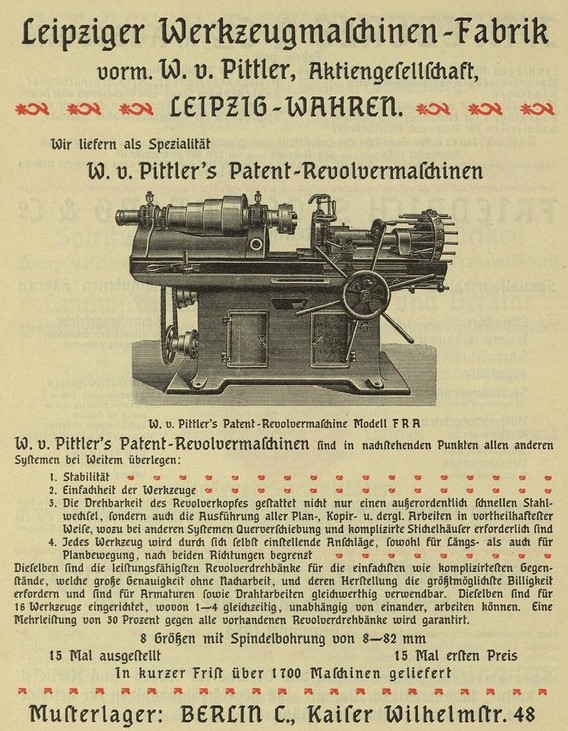
Weltausstellung Paris 1900

1897 baute er ein 1892 patentiertes Flüssigkeitsgetriebe, das alle Wellen und Zahnräder überflüssig machte, in einen Benz Comfortable ein. Dieses „Hydromobil“ erregte bei der Internationalen Automobilausstellung in Berlin 1906 reges Aufsehen.
Aus der Leipziger Werkzeugmaschinenfabrik AG schied Wilhelm Pittler 1902 aus und gründete daraufhin in Berlin-Reinickendorf eine Pumpenfabrik, sowie 1904 die Hydromobil-GmbH. 1906 konstruierte er noch einen Halbautomaten für größere Teile, betrachtete aber dann die Revolverbank erfinderisch als abgeschlossen. Wilhelm Pittler hatte im Laufe der Zeit 200 Patente angemeldet.
Im Jahre 1909 übersiedelte er nach London, wo er ein Jahr später verstarb. Sein Leichnam wurde nach Leipzig überführt und in einer 1892 erworbenen Grabstelle auf dem Friedhof Gohlis beerdigt.

## Familie
Wilhelm von Pittler war seit 1879 mit Martha Albrecht verheiratet. Der Ehe entstammten ein Sohn und fünf Töchter.